# جيمي هندرسون (موزع)
جيمي هندرسون (بالإنجليزية: Jimmy Henderson)‏ هو عازف جاز أمريكي، ولد في 20 مايو 1921، وتوفي في 10 يونيو 1998.

## وصلات خارجية
- جيمي هندرسون على موقع ميوزك برينز (الإنجليزية)
- جيمي هندرسون على موقع أول ميوزيك (الإنجليزية)
- جيمي هندرسون على موقع ديسكوغز (الإنجليزية)